# Alain Lombard
Pour les articles homonymes, voir Lombard.
Alain Lombard, né à Paris le 4 octobre 1940, est un chef d'orchestre français.

## Biographie

### Formation
À sept ans, Alain Lombard débute l’étude du violon avec Line Talluel puis, l’année suivante, du piano et du solfège avec Suzanne Demarquez. Dès l'âge de neuf ans, il est admis dans la classe de direction d’orchestre de Gaston Poulet au Conservatoire de Paris. Il donne son premier concert à 11 ans, salle Gaveau, à la tête de l’orchestre Pasdeloup. Après avoir effectué sa scolarité au lycée Janson-de-Sailly à Paris et obtenu son baccalauréat à 16 ans, il se consacre totalement à la musique, travaillant notamment la direction d’orchestre avec Ferenc Fricsay.

### Débuts américains
En 1961, il est engagé à l’opéra de Lyon comme chef assistant, puis chef permanent. En 1962, il participe, aux côtés de Georges Prêtre, à la création de l’Opéra d’Aran de Gilbert Bécaud. L'année suivante, il fait ses débuts aux États-Unis avec Hérodiade de Jules Massenet à l’American Opera Society (en) avec Régine Crespin et Rita Gorr.
En 1964-1965, il est l'assistant d'Herbert von Karajan à l'orchestre philharmonique de Berlin et au festival de Salzbourg. Il remporte l'année suivante la médaille d’or au concours Dimitri Mitropoulos à Carnegie Hall, ce qui lui permet de travailler pendant un an avec Leonard Bernstein à l’orchestre philharmonique de New York. En décembre 1966, il dirige Faust au Metropolitan Opera de New York dont il devient l’un des chefs permanents. En 1967, il est nommé directeur musical de l’Orchestre philharmonique de Miami sur la recommandation de Bernstein. Il quitte ce poste en 1975 après des démêlés avec Maurice Gusman, philanthrope et principal mécène de l'orchestre.
À New York comme à Miami, il s'attache à développer le répertoire français des formations qu'il dirige. Il poursuit également une carrière de chef invité auprès de grands orchestres dont le Philadelphia Orchestra, le Chicago Symphony Orchestra et l'orchestre philharmonique de Berlin.

### À Strasbourg
Dans la foulée du "plan Landowski", Alain Lombard devient l'un des pionniers de la décentralisation musicale en France. En 1972, le ministère de la Culture le nomme directeur musical de l’orchestre philharmonique de Strasbourg ainsi que du tout nouvel opéra national du Rhin dont il prend la direction artistique en 1974.
Il mène à Strasbourg une politique symphonique et lyrique prestigieuse, parvenant à attirer des solistes renommés (Montserrat Caballé, Alain Vanzo, Régine Crespin, José Carreras, Mirella Freni, Kiri Te Kanawa, Ruggero Raimondi), à travailler avec Jean Pierre Ponelle et à enregistrer avec la maison de disques Erato.
En 1979, il devient chef invité permanent de l’orchestre de la Résidence de La Haye (en 1980, il réunira ses deux orchestres pour deux représentations exceptionnelles du Requiem de Berlioz à La Haye et à la cathédrale de Strasbourg). En 1980, il est remplacé à la direction de l’opéra du Rhin par René Terrasson, mais conserve la direction de l’orchestre philharmonique de Strasbourg jusqu’en 1983. Avec les orchestres de Strasbourg et de La Haye, il est l’un des tout premiers chefs à enregistrer des concerts en vidéo.
En 1977, il est candidat à la succession de Rolf Liebermann comme directeur de l'Opéra de Paris. Le poste est confié en 1980 à Bernard Lefort qui le choisit comme directeur musical de l'Opéra jusqu'à son propre départ en 1983.

### À Bordeaux
En 1988, Alain Lombard est nommé directeur musical de l’orchestre national Bordeaux Aquitaine à la suite de Roberto Benzi puis, en 1990, directeur artistique de l’opéra national de Bordeaux. Le maire de Bordeaux Jacques Chaban-Delmas voulant un orchestre de niveau international, Lombard développe une politique ambitieuse de concerts, de productions lyriques et d'enregistrements discographiques qui hissent l'orchestre de Bordeaux parmi les meilleurs orchestres français et de pair avec les orchestres régionaux de Lille, Lyon ou Toulouse. En devenant orchestre national en 1988, l'orchestre de Bordeaux reçoit un financement de l'Etat qui permet d'augmenter l'effectif (96 à 126 musiciens) et de mener de front des activités symphoniques et lyriques. Alain Lombard obtient le recrutement de quinze solistes réputés provenant des orchestres parisiens (Roland Daugareil, premier violon solo, Etienne Péclard, premier violoncelle solo, Jean-Marie Lamothe, premier basson solo), Jean-Jacques Justafré premier cor solo, Jean-Louis Capezalli, premier hautbois solo, Michel Arrignon première clarinette et étrangers (Vladimir Kafelnikov, premier trompette solo). Il dote la formation d'un solide répertoire symphonique avec l'effectif complet requis par les grands compositeurs du XXe siècle. Les tournées internationales s’intensifient et les programmes symphoniques sont repris à Paris au Palais de Chaillot. La discographie de l'orchestre s’étoffe avec la mise en place d’un accord audiovisuel (concertos de Mozart, Bloch, Prokofiev, symphonies de Beethoven, Brahms, Tchaïkovski, Stravinsky, Dvorak, Bartok, R. Strauss, Ravel, Mahler, opéras de Puccini, Verdi, Moussorgski, Verdi et Bizet).
Soucieux de disposer de formations plus restreintes, Alain Lombard fonde en 1988 deux ensembles de solistes, les Solistes de Bordeaux-Aquitaine, un ensemble de quinze cordes jouant sans chef, et l'Ensemble à Vent français Bordeaux-Aquitaine. Les missions des formations sont élargies avec des concerts en région et pour les publics scolaires. Un festival de printemps est créé à Sarlat. Le chef développe l’activité de danse en confiant la direction du ballet de Bordeaux à Paolo Bortoluzzi.
Par la qualité de sa programmation et de ses choix artistiques, la direction d'Alain Lombard rencontre le succès auprès du public bordelais et des mélomanes de la région, à l'exception des amateurs d’opérette, genre évincé du Grand Théâtre. En 1992, le Grand Théâtre restauré est inauguré avec la Flûte enchantée de Mozart, mais la salle, remplie par ses seuls abonnés, reste trop petite. Alain Lombard doit également composer avec un palais des sports en guise de salle de concerts et, après 1993, avec de fortes restrictions budgétaires. En 1995, le nouveau maire de Bordeaux, Alain Juppé, le licencie un an avant la fin de son contrat, dans un contexte de remise en cause des choix culturels de son prédécesseur Jacques Chaban-Delmas. Le milieu culturel local se divise sur le sort réservé au chef,. Après son éviction de Bordeaux, les solistes recrutés démissionnent de l'orchestre et la carrière française d'Alain Lombard devient plus confidentielle.

### Carrière à l'étranger
En 1999, il est nommé chef principal de l’orchestre de la Suisse italienne dont il devient chef honoraire en 2005, et avec lequel il enregistre entre autres l'intégrale des symphonies de Schubert. De 2001 à 2003, il est directeur artistique de l’orchestre symphonique royal de Séville.
Sa dernière tournée triomphale en Chine, du 22 avril au 1er mai 2008, où il galvanisa l'orchestre national des Pays de la Loire, a montré qu'il n'avait rien perdu de sa maestria.

## Discographie

### Opéras
- Georges Bizet : Carmen
- Léo Delibes : Lakmé
- Charles Gounod : Faust, Roméo et Juliette
- Marcel Landowski : Le Fou
- W.A. Mozart : Così fan tutte (1977), La Flûte enchantée, Don Juan
- Giacomo Puccini : Turandot
- Giuseppe Verdi : Otello (1997)
- Jacques Offenbach : La Périchole, La Belle Hélène
- Vincenzo Bellini : Norma

### Symphonies
- Ludwig van Beethoven : intégrale des symphonies (1991)
- Franz Schubert : intégrale des symphonies (1997-1998)
- Gustav Mahler : Symphonie n° 5 et 6.
- Piotr Ilitch Tchaïkovski : Symphonies n° 4, 5 et 6
- César Franck : Symphonie en ré mineur
- Johannes Brahms : intégrale des symphonies
- Antonín Dvořák : Symphonie du Nouveau Monde
- Sergueï Prokofiev : Symphonie n° 5
- Georges Bizet : Symphonie en ut majeur

### Concertos
- Camille Saint-Saëns : Concertos pour piano no 2 et no 4, François René-Duchable, piano, Orchestre Philharmonique de Strasbourg, dir. Alain Lombard. Label Erato 1982

## Publication
- Miroirs, Paris, Atlantica-Séguier, 2005, 144 p.  (ISBN 2-84049-433-7)